# Badia de Portlligat
La badia de Portlligat és una badia del municipi de Cadaqués (Alt Empordà), dins del Parc Natural del Cap de Creus, formada per la península s'Oliguera, amb la punta des Vailet, al sud, i es cap de sa Guineu, amb la punta de Portlligat, al nord. Queda protegida per l'illa de Portlligat i l'illa sa Farnera, per aquest motiu la badia era un refugi per a molts pescadors de Cadaqués. Actualment encara es poden veure algunes barques de pescadors varades a la platja de Portlligat. Des del mar es pot accedir a la badia pel canal que s'obre entre Sa Farnera i el litoral o bé pel de ses Boquelles, de menys profunditat, entre l'illa de Portlligat i el litoral.
Al fons de la badia hi ha la platja de Portlligat, amb el petit nucli de Portlligat, un antic grup de cases de pescadors, que el pintor Salvador Dalí convertí en el seu habitatge, i des d'on pintà molts dels seus famosos quadres. Actualment és la Casa-Museu Salvador Dalí.
La badia ha estat inspiració també de poetes:
| «               | Amb ta petita amiga La Farnera vigiles el portal de Portlligat; ton pare, el Cap, ta mare l'Oliguera et guarden amb amor al seu costat. | » |
| — Víctor Rahola | |   |